# Valdáliga
Valdáliga è un comune spagnolo di 2 351 abitanti situato nella comunità autonoma della Cantabria, nella comarca della Costa Occidental. Il territorio comunale si sviluppa tra il nord della Sierra del Escudo de Caberniga e il Mar Cantabrico, in un insieme naturale di ambienti montani e costieri.
In seguito allo sviluppo del turismo rurale e all'attraversamento del territorio municipale della strada nazionale 634 e della recente autostrada del Cantabrico, si è avuta una svolta nell'economia locale che ora ha come base il settore dei servizi, che impiega il 44,8% della popolazione attiva; resta nonostante ciò viva l'attività agropastorale tradizionale, alla quale si dedica il 21% della popolazione attiva, mentre l'industria con il 12% e l'edilizia con il 21,6% si avvantaggiano della vicinanza del comune di Cabezón de la Sal, che negli ultimi anni ha conosciuto un discreto sviluppo industriale.

## Centri abitati
Il comune è formato da 7 nuclei abitati: Caviedes, El Tejo, Labarces, Lamadrid, Roiz (capoluogo), San Vicente del Monte e Treceño.

## Storia
Numerosi reperti archeologici permettono di fissare al paleolitico superiore la prima presenza umana su questo territorio. Anche la presenza romana è testimoniata da resti archeologici.
I primi riferimenti scritti relativi all'esistenza dei nuclei abitati che oggi formano il comune risalgono all'XI secolo: alcuni documenti di quel periodo informano che questi luoghi furono in potere dell'Abadia de Santillana da cui dipendevano le chiese, aveva diversi possedimenti nel territorio ed erano in regime di behetria cioè le popolazioni avevano la potestà di nomina dei propri governanti pur essendo terre di realengo, cioè dipendenti direttamente dal re. Anche la famiglia dei Ceballos aveva possedimenti in queste terre, sicché finì per esercitarvi una signoria. Il più notevole personaggio della casata fu Diego Gutiérrez de Ceballos, Ammiraglio di Castiglia, ucciso dal re Pietro I di Castiglia detto El Cruel (il crudele) a Cordova nel 1359, cosicché il potere signorile passò alla sorella Elvira Álvarez de Ceballos che aveva sposato Fernán Pérez de Ayala. La loro figlia Mencía de Ayala y Ceballos sposò Beltrán Vélez de Guevara e il potere passò alla Casata dei Guevara.
Il popolo di Valdáliga intentò diversi processi legali (pleitos) per emanciparsi dalla signoria rivendicando l'antico regime di behetria, e solo dopo oltre 150 anni, nel 1702, ottenne la sentenza favorevole definitiva dalla Real Chancilleria de Valladolid. Durante il cosiddetto Triennio liberale nel 1822 si formarono i due municipi di Roiz e di Terceño, che nel 1835 si unirono fondando il comune costituzionale di Valdáliga nei confini attuali e dipendente dal distretto giudiziario (partido judicial) di San Vicente de la Barquera.

## Monumenti e luoghi d'interesse
Nel patrimonio archeologico comunale sono interessanti i resti del paleolitico superiore e inferiore della Cueva (grotta) a Roiz, il Dolmen nei pressi di San Vicente del Monte e i resti della Calzada romana (strada acciottolata).
Nel patrimonio religioso si distinguono le chiese di Santa Maria a El Tejo del XIII secolo, San Salvador a Roiz ricostruita nel 1733, Santa Maria la Mayor a Treceño del 1738, San Julian Martir a Lamadrid del XVIII secolo, San Justo y San Pastor a Caviedes del 1715.
Nel patrimonio civile si notano il Palacio de los Velez de las Cuevas, di origine medioevale, ricostruito tra la fine del XVII secolo e gli inizi del XVIII, la casa del hijo del familiar del santo Oficio Francisco Gomez de la Mata del XVIII secolo, la Casa de Esteban Velez de Escalante del 1684, la casa de Sanchez de Moreban del 1713, il Palacio del Campo del XVIII secolo e la Casa de Diaz a Lamadrid del XVIII secolo.
Interessante è il Poblado minero de la Florida, che comprende i resti delle non più attive miniere di zinco e piombo del massiccio della Florida.

## Feste
Le feste si svolgono nel capoluogo e nelle diverse frazioni; le principali sono: San Vicente il 22 gennaio, a San Vicente del Monte, San Isidro Labrador il 15 maggio, San Antonio il 13 giugno, Santa Marina il 18 giugno, El Rosario il 21 luglio a San Vicente del Monte e nella stessa località la Virgen del Carmen il 25 luglio, Santa Ana il 26 luglio, la Virgen de las Nieves il 15 agosto a Labarces, nello stesso giorno Nuestra Señora a Roiz.